# 长梗金腰
长梗金腰（学名：Chrysosplenium axillare）为虎耳草科金腰属下的一个种。

## 扩展阅读
- 維基物種上的相關：长梗金腰